# چیزهایی هست که نمی‌دانی
چیزهایی هست که نمی‌دانی فیلمی ایرانی محصول ۱۳۸۹ به کارگردانی فردین صاحب‌الزمانی و تهیه‌کنندگی منیژه حکمت است. علی مصفا، لیلا حاتمی و مهتاب کرامتی از جمله بازیگران اصلی فیلم هستند.

## خلاصه داستان
فیلم روایتگر زندگی یک راننده آژانس به نام علی است و داستان به صورت چند اپیزود مستقل از زندگی او و اطرافیانش روایت می‌شود. هر اپیزود به جنبه‌ای از روابط انسانی، چالش‌ها و تضادهای اجتماعی می‌پردازد و تصویری مدرن و اجتماعی از زندگی شهری ارائه می‌دهد.

## بازیگران
- علی مصفا در نقش علی، راننده آژانس
- لیلا حاتمی در نقش نرگس، همسر علی
- مهتاب کرامتی در نقش فرناز، دوست قدیمی علی
- پیام یزدانی در نقش همکار علی
- فرناز رهنما
- مونا مستوفی
- محمد ربانی‌پور
- وحید حسن زاده
- نسیم امیرخسرو
- مهدی بجستانی
- سیامک ادیب
- مهدی آگاهی
- کوروش جهانشاهی

## تحلیل فیلم
فیلم با سبک روایت اپیزودیک خود به بررسی ابعاد مختلف زندگی شهری و روابط انسانی می‌پردازد. تمرکز بر جزئیات روانشناختی شخصیت‌ها و دغدغه‌های اجتماعی، فیلم را به نمونه‌ای از سینمای مدرن اجتماعی ایران تبدیل کرده است. موسیقی متن، تدوین و فیلمبرداری به تقویت جو و فضای روایت کمک می‌کنند.

## تولید
- فیلمبرداری: هومن بهمنش
- تدوین: فردین صاحب‌الزمانی
- موسیقی: امیرعلی واجد سمیعی
- استودیو: بامداد فیلم، مرکز گسترش سینمای مستند و تجربی، رود فیلم

تولید فیلم به دلیل سبک تجربی و روایت چند اپیزودی با چالش‌هایی همراه بود که تیم تولید آن را با موفقیت پشت سر گذاشت.

## بازخوردها
این فیلم در جشنواره‌ها و محافل نقد سینمایی مورد توجه قرار گرفت. نقدها بر واقع‌گرایی داستان و بازی‌های قوی بازیگران تأکید داشتند و آن را نمونه‌ای موفق از سینمای اجتماعی معاصر ایران دانستند.

## نمایش‌ها و جایزه
- تقدیر ویژه هیئت داوران در جشنواره فیلم کارلووی واری، ۲۰۱۰[۲]
- نمایش در باشگاه فیلم تهران و محافل سینمایی داخلی[۳]